# Fuvarozási szerződés
A fuvarozási szerződés (vagy egyszerűen fuvarozás) egy szerződésfajta, amelyet Magyarországon a Polgári Törvénykönyv (2013. évi V. törvény) XXXVIII. fejezete szabályoz. A szerződéses felek a fuvarozó és a feladó.

## Főbb szabályai
Fuvarozási szerződés alapján a fuvarozó a küldemény rendeltetési helyére történő továbbítására és a címzettnek történő kiszolgáltatására, a feladó díj fizetésére köteles.

### A fuvardíj
Ha a díjat a fuvarlevélbe bejegyzett adat alapján kell megállapítani, az ellenkező bizonyításáig a fuvarlevélbe bejegyzett adatot pontosnak és megfelelőnek kell tekinteni akkor is, ha a fuvarozó a fuvarlevélen olyan fenntartással élt, hogy az adatok ellenőrzésére nem volt módja.
A küldemény teljes vagy részleges elveszése és megsemmisülése esetén a fuvarozó fuvardíjra vagy annak arányos részére nem tarthat igényt, kivéve, ha bizonyítja, hogy a küldemény elveszését vagy megsemmisülését ellenőrzési körén kívül eső, a szerződéskötés időpontjában előre nem látható körülmény okozta, és nem volt elvárható, hogy a körülményt elkerülje vagy a kárt elhárítsa.

### Törvényes zálogjog
A fuvarozót a fuvardíj és a költségek biztosítására zálogjog illeti meg azokon a dolgokon, amelyek a fuvarozással kapcsolatosan birtokába kerültek vagy amelyekkel okmányok útján rendelkezik. A zálogjog a fuvarozónak a feladóval szemben fennálló, más fuvarozási szerződésből származó lejárt és nem vitatott követelését is biztosítja.

### A fuvarozó felelőssége
A fuvarozó felelősségét kizáró vagy korlátozó kikötés akkor is semmis, ha az a fuvarozó által súlyos gondatlansággal okozott károkra vonatkozik.
Ha a fuvarozó a küldeményt több fuvarozási mód igénybevételével továbbítja, az egyes fuvarozási módok tekintetében tevékenységére az adott fuvarozási ág szabályait kell alkalmazni. Ha nem állapítható meg, hogy a kár hol következett be, a fuvarozó felelősségére e fejezet rendelkezései irányadóak.
Ha a feladó külföldi, a fuvarozó által fizetendő kártérítés mértéke nem lehet magasabb, mint a feladó államának joga szerint fizethető legmagasabb kártérítési összeg.
A küldemény elveszettnek minősül, ha azt a fuvarozó a fuvarozási határidő lejártától számított harmincadik napon belül nem szolgáltatja ki. Ha a küldemény a kártérítés megfizetése után megkerül, a fuvarozó köteles a feladót a körülmények által lehetővé tett legrövidebb időn belül értesíteni, és a feladó jogosult a küldeménnyel rendelkezni.

### A feladó felelőssége
A feladó a fuvarozóval szemben felelős azért a kárért, amely a nem megfelelő vagy hiányzó csomagolásból, a küldeménnyel kapcsolatos adatok, információk és okmányok hiányából, hiányosságából vagy pontatlanságából származott.

### Az igények elévülése
A fuvarozási szerződés alapján támasztható igények - a szándékosan vagy súlyos gondatlansággal okozott károk kivételével - egy év alatt elévülnek. Az elévülés kezdő időpontja a küldemény címzettnek történő kiszolgáltatásának időpontja vagy az az időpont, amikor a küldeményt a címzettnek ki kellett volna szolgáltatni. Ezeket a rendelkezéseket kell alkalmazni abban az esetben is, ha a fuvarozó a küldeményt több fuvarozási mód igénybevételével továbbítja.

### A vállalkozás szabályainak alkalmazása
A Ptk. XXXVIII. fejezete eltérő rendelkezésének hiányában a fuvarozási szerződésre a vállalkozási szerződés szabályait kell megfelelően alkalmazni.

## Története

### A 19. század végétől
A fuvarozási ügylet szabályait Magyarországon legkorábban az 1875. évi kereskedelmi törvény tartalmazta  

### Az 1978. évi IV. törvényben
A korábban hatályos Polgári törvénykönyv (1978. évi IV. törvény)  XLI. fejezetének címe A fuvarozás volt. Meghatározása szerint fuvarozási szerződés alapján a fuvarozó díjazás ellenében köteles a küldeményt rendeltetési helyére továbbítani és a címzettnek kiszolgáltatni. A szerződés a fuvarozás elvállalásával jön létre. Jogszabály kimondhatja, hogy a küldemény átvétele jelenti a fuvarozás elvállalását.
Ha a küldeményt az országhatáron túl kell továbbítani, e fejezet rendelkezéseit csak annyiban lehetett alkalmazni, amennyiben nemzetközi szerződés vagy egyezmény, illetőleg szabály másképpen nem rendelkezik.
Hajózási, illetőleg légifuvarozási vállalat fuvarozási szerződéseire e fejezet annyiban volt irányadó, amennyiben jogszabály vagy nemzetközi szerződés, egyezmény, illetőleg szabály eltérően nem rendelkezik. Személyek szállításának elvállalására – ha jogszabály kivételt nem tesz – a vállalkozás szabályait kell megfelelően alkalmazni.